# Aquila africana
El águila azor congoleña (Aquila africana) es una especie de ave accipitriforme en la familia Accipitridae propia de los bosques húmedos de África Central y Central. Es nativa de Angola, Burundi, Camerún, República Centroafricana, República del Congo, República Democrática del Congo, Costa de Marfil, Guinea Ecuatorial, Gabón, Ghana, Guinea, Kenia, Liberia, Nigeria, Ruanda, Sierra Leona, Togo y Uganda.